# NGC 1231
NGC 1231 est une petite galaxie spirale située dans la constellation de l'Éridan. Elle a été découverte par l'astronome américain Francis Leavenworth en 1885.

## Caractéristiques
Sa vitesse par rapport au fond diffus cosmologique est de 2 199 ± 14 km/s, ce qui correspond à une distance de Hubble de 32,4 ± 2,3 Mpc (∼106 millions d'al).
NGC 1231 présente une large raie HI.